# Тена (кантон)
Тена (исп. Tena) — один из 5 кантонов эквадорской провинции Напо. Площадь составляет 3904 км². Население по данным переписи 2001 года — 46 007 человек, плотность населения — 11,8 чел/км². Административный центр — одноимённый город.

## География
Расположен в южной части провинции. Граничит с провинциями Тунгурауа (на юго-западе), Котопакси (на западе), Пастаса (на юге), Орельяна (на востоке), а также с кантонами Арчидона (на севере) и Карлос-Хулио-Аросемена-Тола (на юге).